# Liste der russischen Botschafter in Guyana
Der russische Botschafter residiert an der Pere Street, Ecke Carifesta Ave in Georgetown, Guyana.
Seit dem 17. Dezember 1970 war der sowjetische Botschafter in Brasília auch in Georgetown akkreditiert. Als erster sowjetischer Botschafter wurde Wladimir Wladimirowitsch Kotenjow senior am 19. Februar 1976 in Georgetown akkreditiert.
| Ernennung     | Name                                     | russisch                      | Bemerkungen                                        | ernannt während der Regierung von Regierung von | akkreditiert von   | Posten verlassen |
| ------------- | ---------------------------------------- | ----------------------------- | -------------------------------------------------- | ----------------------------------------------- | ------------------ | ---------------- |
| 19. Feb. 1976 | Wladimir Wladimirowitsch Kotenjow senior | Владимир Владимирович Котенёв |                                                    | Leonid Iljitsch Breschnew                       | Arthur Chung       |                  |
| 1980          | Konstantin Michailowitsch Chartschew     | Константин Михайлович Харчев  |                                                    | Leonid Iljitsch Breschnew                       | Forbes Burnham     |                  |
| 1980          | Anatoli Andrejewitsch Ulanow             | Анатолий Андреевич Уланов     |                                                    | Leonid Iljitsch Breschnew                       | Forbes Burnham     |                  |
| 1990          | Michael Arkadewitsh Sobolew              | Михаил Аркадьевич Соболев     |                                                    | Michail Sergejewitsch Gorbatschow               | Hugh Desmond Hoyte |                  |
| 13. Sep. 1995 | Tachir Bjaschimowitsch Durdyjew          | Тахир Бяшимович Дурдыев       |                                                    | Boris Nikolajewitsch Jelzin                     | Cheddi Jagan       | 5. Mai 1999      |
| 5. Mai 1999   | Igor Nikolaewitsch Prokopjew             | Игорь Николаевич Прокопьев    |                                                    | Boris Nikolajewitsch Jelzin                     | Bharrat Jagdeo     | 26. Juli 2002    |
| 26. Juli 2002 | Wladimir Stepanowitsch Starikow          | Владимир Степанович Стариков  | (* 1947) auch in Trinidad und Tobago akkreditiert. | Wladimir Wladimirowitsch Putin                  | Bharrat Jagdeo     | 27. Juli 2007    |
| 27. Juli 2007 | Pawel Artemjewitsch Sergijew             | Павел Артемьевич Сергиев      | Seit 21. Februar 2011 Botschafter in Bogota.       | Wladimir Wladimirowitsch Putin                  | Bharrat Jagdeo     | 21. Feb. 2011    |
| 1. März 2011  | Nikolai Dmitrijewitsch Smirnow           | Николай Дмитриевич Смирнов    | (* 1949)                                           | Dmitri Anatoljewitsch Medwedew                  | Donald Ramotar     |                  |